# Grigori Berezkine
Grigori Viktorovitch Berezkine est un homme d'affaires russe, propriétaire du groupe RBK, né le 9 août 1966 à Moscou. Il est le président du conseil d'administration du groupe ESN,,.

## Biographie
Son père est Viktor Berezkine.
En 2017, il acquiert 65 % du groupe de médias russe RBK,.
En avril 2022, Grigori Berezkine est sanctionné par l'Union européenne. Cependant, l'UE ne renouvelle pas les sanctions à son encontre après leur expiration en septembre 2023, et Berezkine est retiré de la liste des personnes sanctionnées. Les motifs des sanctions ne sont pas retenus par la Cour européenne de justice. Ils sont fondés sur un article écrit par un robot d'intelligence artificielle, Carmen,,.